# کوئینتسا سوئیندل
کوئینتسا سوئیندل (انگلیسی: Quintessa Swindell؛ زادهٔ ۷ فوریهٔ ۱۹۹۷) یک هنرپیشه آمریکایی است. او بیشتر برای ایفای نقش تابیتا فاستر در مجموعه تلویزیونی نتفلیکس تحت عنوان ترینکتز شناخته می‌شود. از دیگر فیلم‌هایی که وی در آن نقش داشته می‌توان به وویجرز (۲۰۲۱)، و ایفای نقش شخصیت سایکلون / مکسین هانکل در فیلم رو به اکران بلک ادم (۲۰۲۲) اشاره کرد.
سوئیندل یک فرد خارج از جنسیت است و از ضمیرهای مفرد آن‌ها/آنان استفاده می‌کند.